# Vapenrock m/1906

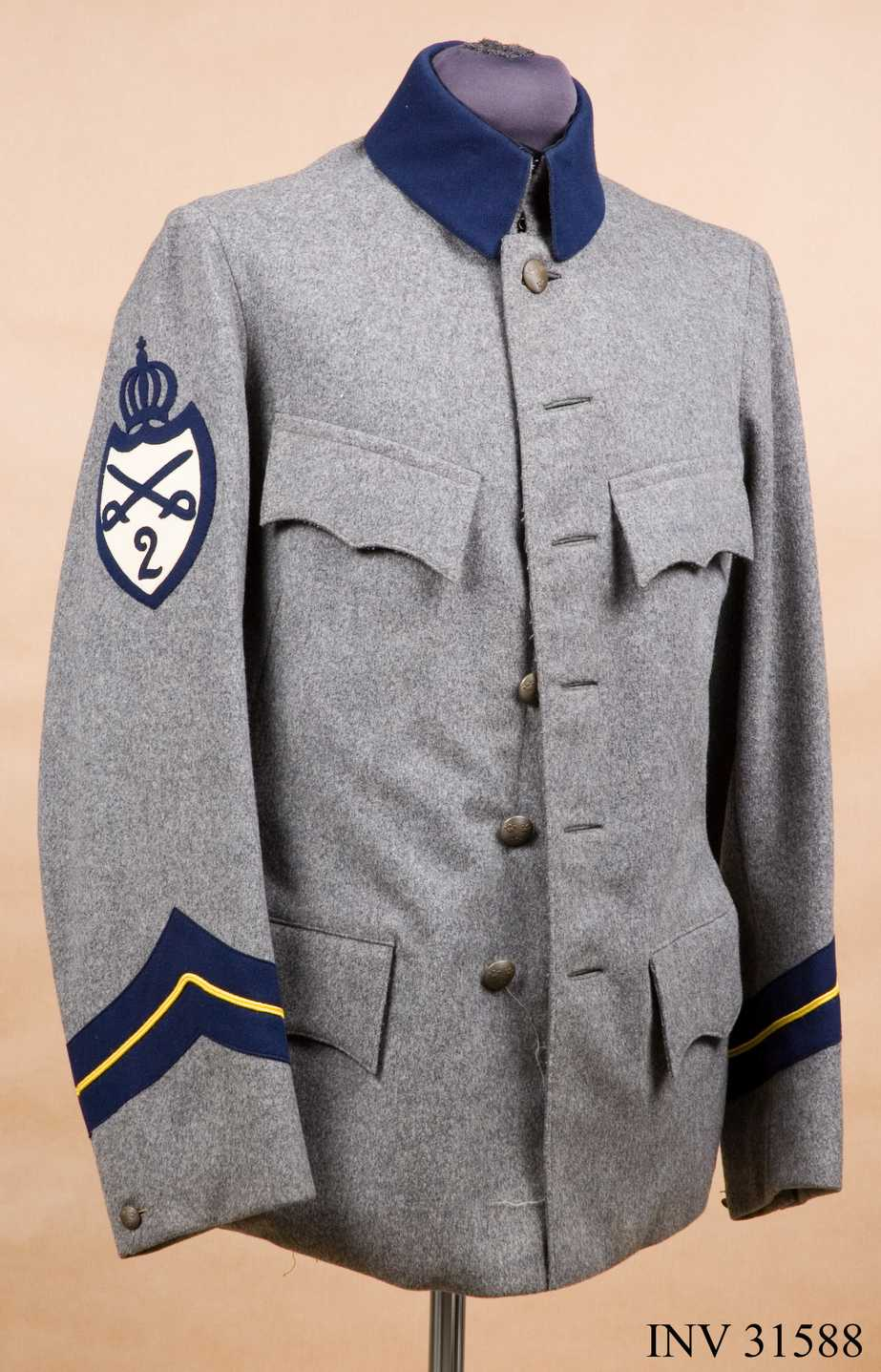
Vapenrock m/1906 för vicekorpral vid Livregementets Dragoner (K2)
(Ur armémuseums samlingar)

Vapenrock m/1906 var en vapenrock som användes inom försvarsmakten.

## Utseende
Denna vapenrock som är av grått kläde är försedd med en enradig knapprad om sex knappar vilka för officerare samt fanjunkare är mattförgyllda. Den har en dubbelvikt blå ståndkrage att igenhäktas såväl nedantill som ovantill. På ståndkragen finns för officerare även en mattförgylld  fyrkantsgalon. På ärmlisterna finns gradbeteckningar i form av galoner samt stjärnor på blå klädlist. På framsidan finns två mindre bröstfickor samt två större sidofickor.

## Användning
Denna vapenrock användes av hela armén som livplagg till Uniform m/1906. Både vapenrocken och enhetsuniformen blev dock kortvariga och båda ersattes redan fyra år senare av Vapenrock m/1910 samt Uniform m/1910.

## Varianter

### Vapenrock m/1906-1910
Denna variant är anpassad till Uniform m/1910. Skillnaden består i att man tagit bort truppslagstecknet men behållit gradbeteckningen på armarna.